# Igreja de Santa Maria della Pietà (Palermo)

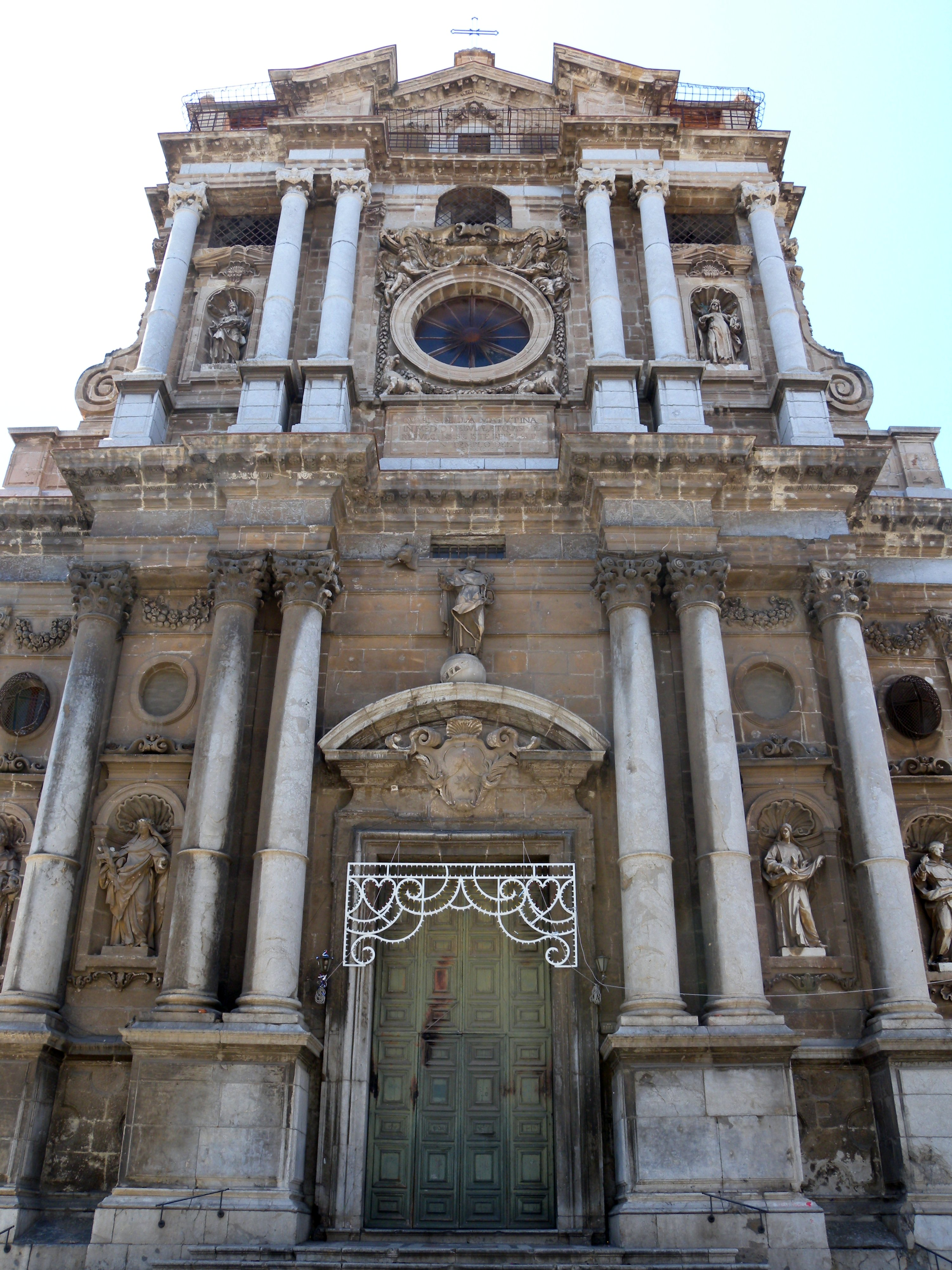
Igreja de Santa Maria della Pietà

A igreja de Santa Maria della Pietà é uma igreja católica barroca em Palermo, localizada na via Torremuzza no distrito de Kalsa. Alguns passos ao sul na Via Torremuzza a igreja de Santa Teresa alla Kalsa, São Mattia ai Crociferi, ambas projetadas pelo arquiteto Giacomo Amato.